# Toxorhina angustilinea
Toxorhina angustilinea är en tvåvingeart som beskrevs av Alexander 1930. Toxorhina angustilinea ingår i släktet Toxorhina och familjen småharkrankar. Inga underarter finns listade i Catalogue of Life.